# せんべろ女とホルモンおやじ
『せんべろ女とホルモンおやじ』（せんべろおんなとホルモンおやじ）は、フジテレビワンツーネクストで2012年から隔月で放映されているグルメバラエティ番組である。

## 概要
ひとり千円で気楽にベロベロになれる居酒屋、いわゆる「せんべろ酒場」を、毎回3人のAV女優が一人一軒当たり千円の予算で飲み歩き、ベロベロに酔っていきながら、お店を紹介する。予算をオーバーしてしまうと罰ゲームがあり、ロケバス内で下着を脱ぎ、ノーブラやノーパンでお店に入る等、お色気満載な内容（とはいえヌードシーンは一切なし）となっている。後枠では出演者の出演DVDの宣伝タイムがある。
番組終了の告知は、当該HPにはないが、2014年9月19日初回放送の第15回以降、新作は放送されていない。

## 放送リスト
| #  | 初回放送日    | タイトル                                         | 出演                           |
| -- | ------------- | ------------------------------------------------ | ------------------------------ |
| 1  | 2012年5月18日 | 酔いどれの聖地・立石編                           | 上原保奈美 翔田千里 仲里紗羽   |
| 2  | 7月8日        | 北区のオアシス・赤羽編                           | 香西咲 松すみれ 愛田奈々       |
| 3  | 9月22日       | 足立区の居酒屋天国・北千住編                     | 桜ここみ 友田彩也香 結城みさ   |
| 4  | 11月24日      | 横浜のディープタウン・野毛編                     | 織田真子 羽田あい 星美りか     |
| 5  | 2013年1月19日 | 大田区蒲田・その名もバーボンロード編             | 香西咲 ティア 北条麻妃         |
| 6  | 3月30日       | 中央線沿いで泥酔! 杉並区・荻窪編                 | 奥田咲 桜ここみ めぐり         |
| 7  | 5月17日       | 都内屈指のカルトタウン! 中野編                   | 川上ゆう 里美ゆりあ 初音みのり |
| 8  | 7月19日       | 癒されよサラリーマンたち! 聖地新橋編             | さとう遥希 春原未来 眞木あずさ |
| 9  | 9月24日       | 西郷どんのお膝元・上野編                         | 白木優子 滝川かのん 美里有紗   |
| 10 | 11月22日      | 高層ビルと飲み屋街!人種のるつぼ・池袋編          | 伊藤りな 里美ゆりあ 千乃あずみ |
| 11 | 2014年1月17日 | こんなところにこんな道!?裏通りの桃源郷・大井町編 | 緒川凛 推川ゆうり 松本メイ     |
| 12 | 3月14日       | 水辺と運河と下町情緒!中央区・月島編              | 木下あずみ 希美まゆ 北条麻妃   |
| 13 | 5月23日       | 西に環七、北に柴又!江戸川区の下町代表・小岩編    | 天海つばさ 神咲詩織 本田莉子   |
| 14 | 7月25日       | 東京のディープタウン!板橋編                      | 渋谷ありす 白井ゆり 春原未来   |
| 15 | 9月19日       | 酔っ払いとサブカルの聖地!高円寺編                | 青山未来 東凛 天使もえ         |

- ナレーター：玉袋筋太郎[注 3]

## スタッフ
※#8時点
- 企画：永盛健之（D:COMPLEX）
- 構成：すずきB
- カメラ：青木俊
- VE：平野裕城
- 編集：植田純平
- MA：船田浩二（BULL）
- タイトル：トミナガマキ
- 技術協力：池田屋、glow、フリーダムオブザック、BULL
- メイク：魚住真弓
- 音響効果：太田光則（ZACK）
- AD：井畑実香
- 編成：野々川緑
- ディレクター：柴田琢朗
- プロデューサー：松尾拓（フジテレビ）
- 制作協力：D:COMPLEX
- 制作著作：フジテレビ

### 過去
- カメラ：倉渕宏幸、高原晃太郎、安達良、杉山紀行
- VE：佐藤直樹、山田亮佑、平野裕城、井川貴史、横田満洋
- 編集：藤井竜也（glow）、岡本光雄、田平亜由美、井上道生
- MA：塩釜亮平（共テレ）、川原崎智史、山本宗太
- 技術協力：ワークビジョン、ディープ (DEEP)
- AD：日野豪、高橋洋平
- 演出：三木康一郎、神田真一
- ディレクター：斎藤思優